# Fédération civique nationale
La National Civic Federation (NFC - Fédération civique nationale) est un organisme de dialogue entre les syndicats et le patronat américain qui eut une activité entre 1900 et 1950. Elle se  met en place avec le soutien du président Theodore Roosevelt, son premier président fut l'homme d'affaires et Sénateur de l'Ohio, Marcus Hanna, et son premier vice-président, le président de la Fédération américaine du travail, Samuel Gompers.